# Rubia manjith
Rubia manjith là một loài thực vật có hoa trong họ Thiến thảo. Loài này được Roxb. ex Fleming miêu tả khoa học đầu tiên năm 1810.